# Sundamys
Sundamys är ett släkte av däggdjur som ingår i familjen råttdjur.

## Beskrivning
Dessa gnagare når en kroppslängd (huvud och bål) av 18 till 30 cm och en svanslängd av 18 till 37 cm. Vikten varierar mellan 200 och 650 gram. Arterna har på ovansidan en grov brun till gråbrun päls och buken är ljusgrå till vitaktig. Öronen, svansen och fötterna är mörkbruna. Arterna skiljer sig från närbesläktade råttdjur i detaljer av skallens och tändernas konstruktion.
Sundamys förekommer i Sydostasien, bland annat på Malackahalvön, på Borneo, på Sumatra, på Java och på öar som tillhör Filippinerna. De vistas i låglandet och i bergstrakter upp till 2700 meter över havet. Habitatet utgörs av tropiska skogar, ofta nära vattenansamlingar, och av träskmarker.
Individerna är aktiva på natten och de vistas främst på marken. De har även bra simförmåga. Födan utgörs av frukter, gräs, andra växtdelar, insekter, kräftdjur och mindre ryggradsdjur som ödlor. På dagen vilar dessa gnagare i underjordiska bon eller andra gömställen. Fortplantningssättet är främst känt för Sundamys muelleri. Hos denna art föds de flesta ungar mellan juli och september och en kull har upp till nio ungar.
IUCN listar Sundamys maxi som starkt hotad (EN) och de andra två som livskraftig (LC).

## Taxonomi
Arter enligt Catalogue of Life och Wilson & Reeder (2005):
- Sundamys infraluteus
- Sundamys maxi
- Sundamys muelleri

Dessutom ingår Sundamys annandalei som tidigare tillhörde släktet råttor.
Arterna är nära släkt med vanliga råttor (Rattus) och därför räknas Sundamys till Rattus-gruppen inom underfamiljen Murinae.